# Morani
Morani (makedonska: Морани) är en ort i Nordmakedonien. Den ligger i kommunen Studeničani, i den centrala delen av landet, 14 kilometer sydost om huvudstaden Skopje. Morani ligger 301 meter över havet och antalet invånare är 1 099.